# Друмул Карулуј (Брашов)
Друмул Карулуј (рум. Drumul Carului) насеље је у Румунији у округу Брашов у општини Мојечу. Oпштина се налази на надморској висини од 1049 m.

## Становништво
Према подацима из 2002. године у насељу је живело 131 становника, од којих су сви румунске националности.